# Memento Mori (racconto)
Memento Mori è un racconto breve scritto da Jonathan Nolan e pubblicato nell'edizione di marzo 2001 della rivista Esquire. Dalla storia è stato poi tratto il film Memento del fratello di Jonathan, Christopher. Il nome deriva dal latino "memento mori" che significa letteralmente "ricorda che devi morire".